# Pedro Sanjuán
Pedro Eugenio Sanjuán Nortes (1886-1976) fue un músico, director de orquesta y docente español radicado en Cuba y Estados Unidos. Fue cofundador de la  Orquesta Filarmónica de La Habana y fue docente de muchos músicos y cantores relevantes cubanos de la primera mitad del siglo XX, como los hermanos Alfredo y Julio Brito. De origen vasco y formado en Madrid se trasladó a Cuba en 1924. En 1941, tras un periodo de estancia en España y Cuba se estableció definitivamente en Estados Unidos. Trabajó con relevantes músicos de la época y realizó numerosos composiciones.

## Biografía
Pedro Sanjuán nació el 15 de noviembre de 1886 en la ciudad guipuzcoana de San Sebastián en el País Vasco en España. Cursó sus estudios musicales en el  Conservatorio Real de Música de Madrid donde recibió clases de Bartolomé Pérez Casas y Joaquín Turina. Luego se trasladó a París (Francia) para estudiar en la Schola Cantorum. Ingresó en la Orquesta Sinfónica de Madrid y fue director de la banda militar del  Real Cuerpo de Alabarderos.
En 1923 se trasladó a Cuba donde, junto a César Pérez Sentenat, Alberto Roldán y Antonio Mompó, fundó la Orquesta Filarmónica de La Habana de la que fue director hasta 1932. En ese periodo trabajó con figuras como Rosa Chanivecky, Alberto Falcón, Enriqueta Fabregat, Dolores Torres,  Iván Tsukerman y Enrique Pardo e instituciones como el Orfeón Vasco, dirigiendo varias obras relevantes.
Como compositor, Sanjuán era buen conocedor de la instrumentación, orquestaba con suma habilidad, escribiendo partituras inspiradas en el folklore español, antes de dejarse seducir por lo afrocubano. En 1931 su pieza Sones de Castilla fue interpretada en dos festivales de música cubana y americana celebrados en la Sala Gaveau de París por el director de orquesta Nicolás Slonimsky y recibió críticas como la de Alejo Carpentier que dijo 

Los Sones de Castilla .../..., me sorprendieron gratamente por su manera sobria y precisa de poner en juego los elementos sonoros.
Nadie ignora que resulta más difícil manejar un pequeño conjunto de instrumentos que una orquesta entera. Sólo conocía las partituras grandes de Sanjuán, y mi fe en su obra se ve confirmada, después de haber escuchado dos fragmentos de esta suite, en que realiza tan fresca y hábil síntesis de planos y volúmenes ...

y Paul Le Flem quien manifestó 

Sones de Castilla nos revelan un músico de técnica segura, de audacia ponderada, que busca ante todo la nitidez en el dibujo.

Música pensada por un cerebro lúcido, escrita por un experto que sólo toma del vocabulario contemporáneo aquellos elementos que le convienen estrictamente. Su orquesta suena con vigor...

Cómo docente dio clases a Alfredo y Julio Brito, Pedro Menéndez, Arturo Bonachea, Félix Guerrrero, Evelio Tieles Ferrer y Olga de Blanck.
En 1932 regresa a España donde estuvo cinco años, hasta que en 1937 vuelve a Cuba hasta que en 1941 se traslada definitivamente a  los Estados Unidos donde trabajó dirigiendo varias orquestas y como profesor del Converse College de Spartanburg de Carolina del Sur, lo que también hizo en México y España.
El 18 de octubre de 1976 murió en  Washington, Estados Unidos, cuando contaba 89 años de edad.

## Obra

### Música de cámara
- Afrodita, poema sinfónico
- Boceto sinfónico
- Changó
- El Dragón de Fuego
- Liturgia negra
- Paisajes y Lugares
- Poema pastoral
- Rondó fantástico
- Sones de Castilla
- Sulelka

- Canto Yoruba (1942)
- Antillean Poem (1958)

### Música vocal
- Baile de pandero
- Campesina, voz y orquesta
- Castilla, voz y orquesta
- Ronda o Canto de trilla

### Música para piano
- La Torre de los Lujanes (1929)

### Música para guitarra
- Una leyenda (1923)